# Anja Bihlmaier

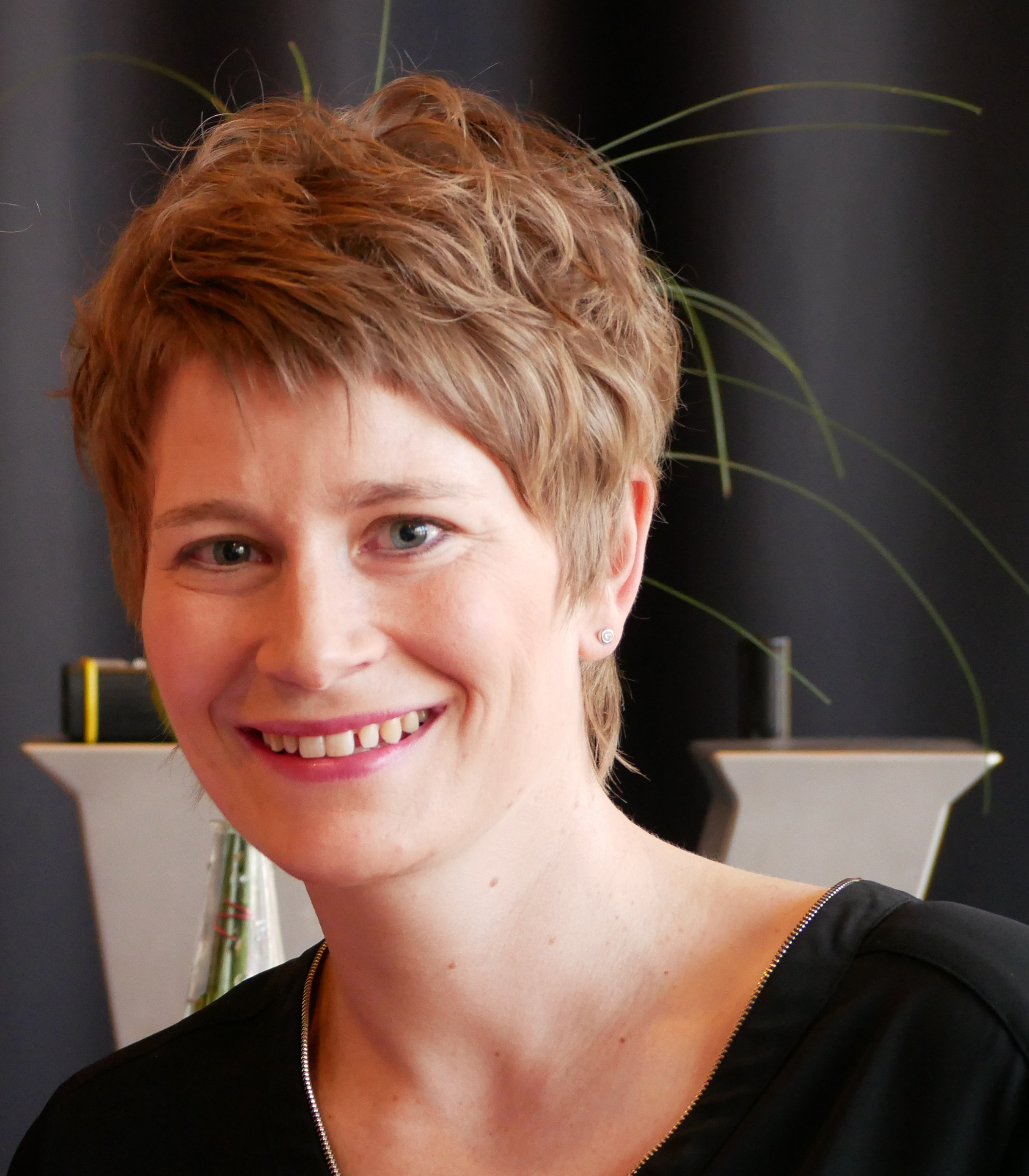
Anja Bihlmaier (2018)

Anja Bihlmaier (* 11. Oktober 1978 in Schwäbisch Gmünd) ist eine deutsche Dirigentin. Seit 2024 ist sie Erste Gastdirigentin des BBC Philharmonic Orchestra; von 2021 bis 2025 war sie Chefdirigentin des Den Haager Residentie Orkest. Von Herbst 2020 bis Frühjahr 2024 war sie Erste Gastdirigentin der Sinfonia Lahti.

## Leben und Ausbildung
Anja Bihlmaier wuchs im schwäbischen Abtsgmünd auf. Im Alter von 6 Jahren wurde sie erstmals musikalisch gefördert. Mit 12 Jahren erhielt sie Geigen- und Klavierunterricht. Zu ihren Lehrern gehörten u. a. Roland Baldini, Johannes Pfitzer und Volker Stenzl. Nach dem Abitur studierte sie Schulmusik mit Hauptfach Klavier bei Elza Kolodin an der Staatlichen Hochschule für Musik Freiburg, das sie 2003 abschloss. Parallel dazu begann sie ein Dirigierstudium bei Scott Sandmeier (Staatliche Hochschule für Musik Freiburg), das sie 2006 mit Diplom beendete. Von 2004 bis 2005 war sie Stipendiatin der Dirigierklasse von Dennis Russell Davies und Jorge Rotter am Mozarteum in Salzburg, Österreich. Als Mitglied des Dirigentenforums des Deutschen Musikrats besuchte Anja Bihlmaier zwischen 2005 und 2008 Meisterkurse bei Sian Edwards, Peter Gülke, Günther Herbig, Gunter Kahlert, Kenneth Kiesler, Klauspeter Seibel und Jac van Steen. Sie nahm zudem an Meisterkursen bei Kirk Trevor und Tsung Yeh teil. Zu ihren Mentoren zählt sie Giordano Bellincampi, Peter Gülke, Karen Kamensek und Antony Hermus.

## Berufliche Karriere
Von 2006 bis 2010 war sie als Repetitorin mit Dirigierverpflichtung am Theater Coburg, am Theater Görlitz und am TfN-Hildesheim engagiert. Von 2010 bis 2013 wechselte Bihlmaier als 2. Kapellmeisterin und Assistentin des Generalmusikdirektors Frank Beermann an das Theater Chemnitz. Von 2013 bis 2015 war sie 2. Kapellmeisterin der Staatsoper Hannover (unter GMD Karen Kamensek), bis sie von 2015 bis 2018 als 1. Kapellmeisterin und stellvertretende Generalmusikdirektorin (GMD Patrik Ringborg) ans Staatstheater Kassel verpflichtet wurde. Seit 2018 arbeitet sie als freischaffende Dirigentin weltweit. Von Herbst 2020 bis Frühjahr 2024 war sie Erste Gastdirigentin der Sinfonia Lahti – als erste Frau in dieser Position. Von 2021 bis 2025 war sie Chefdirigentin des Residentie Orkest in Den Haag. Im September 2024 wurde sie zur Ersten Gastdirigentin des BBC Philharmonic Orchestra ernannt.

### Spielzeit 2024/2025
Anja Bihlmaier trat ihr Amt als Principal Guest Conductor des BBC Philharmonic Orchestra (Manchester) an. Gleichzeitig leitete sie ihre vierte und letzte Saison als Chefdirigentin des Residentie Orkest Den Haag, die im Februar 2025 mit Abschiedskonzerten endete. In dieser Spielzeit gab sie u. a. ihre Debüts bei den Münchner Philharmonikern, beim NDR Elbphilharmonie Orchester, beim WDR Sinfonieorchester Köln, beim Konzerthausorchester Berlin, beim Bergen Philharmonic Orchestra, bei der Toronto Symphony, beim Seattle Symphony und bei der New World Symphony (USA). Gemeinsam mit dem Residentie Orkest begann sie eine dreijährige Residenz beim Beethovenfest Bonn. Im Frühjahr 2025  übernimmt sie die musikalische Leitung einer Neuproduktion von Bernard Foccroulles Oper Cassandra an der Staatsoper Unter den Linden in Berlin.

### Spielzeit 2023/2024
Bihlmaier setzte ihre Tätigkeit als Chefdirigentin des Residentie Orkest Den Haag fort. Sie gab Debüts beim London Philharmonic Orchestra, bei den Wiener Symphonikern im April 2024, beim Mahler Chamber Orchestra, bei der Deutschen Kammerphilharmonie Bremen, beim Orchestre National du Capitole de Toulouse, beim Philharmonischen Staatsorchester Hamburg, beim hr-Sinfonieorchester Frankfurt, beim Hallé Orchestra, beim Royal Scottish National Orchestra, beim Melbourne Symphony Orchestra, beim Sydney Symphony Orchestra sowie beim National Symphony Orchestra in Washington, D.C. Im Sommer 2024 dirigierte sie Bizets Carmen beim Glyndebourne Festival (Premiere im August), gefolgt vom traditionellen Glyndebourne-Konzert bei den BBC Proms in der Royal Albert Hall – als erste Frau am Pult dieser Veranstaltung. Eine vielbeachtete Aufnahme von Prokofjews Sinfonia Concertante mit dem Sinfonieorchester Lahti und Christian Poltéra erschien bei BIS Records.

### Spielzeit 2022/2023
Bihlmaier absolvierte ihre zweite Saison als Chefdirigentin des Residentie Orkest Den Haag. Gastdirigate führten sie u. a. zum Oslo Philharmonic Orchestra, zur Camerata Salzburg (Mozartwoche), zum Orquesta Simfònica de Barcelona i Nacional de Catalunya, zum BBC Philharmonic und zum Spanischen Nationalorchester. Im Opernbereich leitete sie Produktionen von Wagners Der fliegende Holländer an der Tampere Oper sowie Verdis La traviata an der Norwegischen Nationaloper in Oslo. Im Sommer 2023 debütierte sie bei den BBC Proms mit dem BBC Philharmonic und einem Programm mit Werken von Coleridge-Taylor, Bruch, Bartók und Brahms.

### Spielzeit 2018/2019

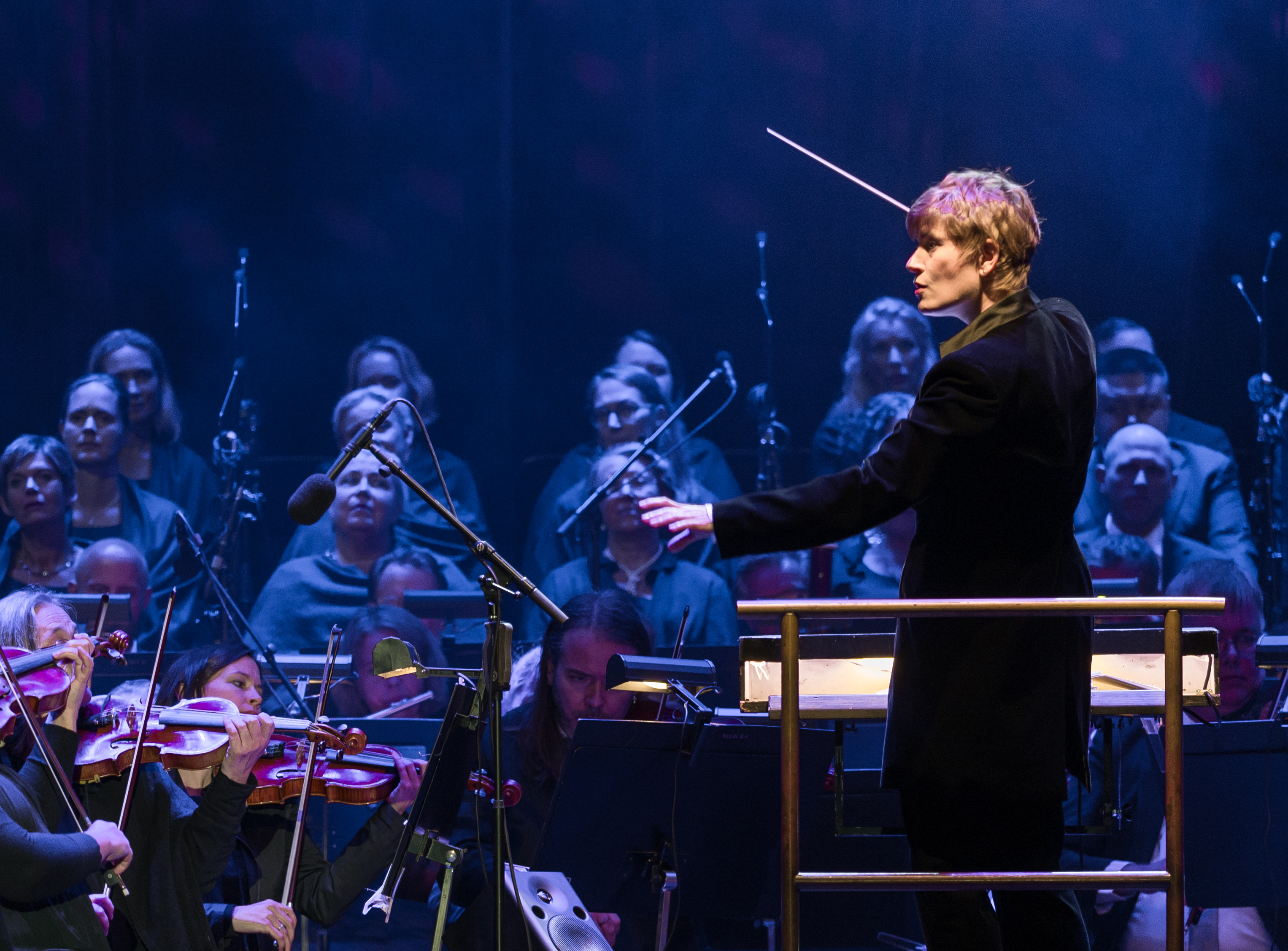
Anja Bihlmaier während des Stockholm Kulturfestival 2019. Mit der Royal Hov-Kapelle der Königlichen Oper in Stockholm.

In der Saison 2018/2019 gab Anja Bihlmaier ihr Debüt beim Residentie Orkest (Niederlande), der Royal Opera Stockholm, beim Trondheim Symfoniorkester & Opera (Gounod: FAUST), bei der NDR Radiophilharmonie, bei den Nürnberger Symphonikern, beim Malmö Symphony Orchestra (Schweden), beim Lahti Symphony Orchestra (Finnland), bei der Västerås Sinfonietta (Schweden), bei den Brandenburger Symphonikern, bei der Württembergischen Philharmonie Reutlingen und beim Aarhus Symphony Orchestra (Dänemark), beim Sønderjylland Symphony Orchestra (Dänemark), beim Sønderjylland Symphony Orchestra (Dänemark), beim Östgöta Wind Ensemble (Schweden), dem Norrköping Symphony Orchestra (Schweden), dem Oulu Symphony Orchestra (Finnland), beim Norrlands Operans Orchester (Schweden) und beim L’Orchestra Teatro Massimo Bellini (Italien).
Wiedereinladungen führten sie unter anderem zur Wiener Volksoper (Wiederaufnahmen Mozart: Die Zauberflöte und Strauss: Die Fledermaus) zum Toledo Symphony Orchestra (USA), zum Odense Symphony Orchestra (Dänemark) und zur Jönköping Sinfonietta (Schweden).

### Spielzeit 2017/2018
Neben ihrer Tätigkeit als 1. Kapellmeisterin am Staatstheater Kassel gab Anja Bihlmaier in dieser Saison u. a. ihre Debüts an der Volksoper Wien, beim Royal Stockholm Philharmonic Orchestra, beim Deutschen Symphonie-Orchester Berlin, bei der Deutschen Radiophilharmonie Saarbrücken/Kaiserslautern und bei Tapiola Sinfonietta. Sie gab außerdem ihr Debüt in den USA mit dem Toledo Symphony Orchestra. Im Sommer 2017 leitete sie die Premiere sowie zahlreiche Vorstellungen von Verdis Rigoletto (Regie: Philippe Arlaud) an der Oper im Steinbruch in Österreich. Die Premiere vom 12. Juli 2017 wurde vom Fernsehsender ORF III mitgeschnitten, am 30. Juli 2017 ausgestrahlt und ist auf DVD erschienen.
Außerdem dirigierte sie das Gävle Symphony Orchestra, die Jönköping Sinfonietta, das Wermland Opera Orchestra, das Nordic Chamber Orchestra und das Sønderjylland Symphony Orchestra, beim Göttinger Symphonie Orchester, beim Turku Symphony Orchestra (Finnland), beim Orchester des TfN in Hildesheim und beim Gothenborg University Orchestra. Am Saarländischen Staatstheater dirigierte sie Puccinis La Bohème und am Staatstheater Kassel leitete sie drei Sinfoniekonzerte, sowie die Premiere von Nicolais Die lustigen Weiber von Windsor. Diese Premiere wurde am 21. Oktober 2017 von Deutschlandfunk Kultur live übertragen.

### Spielzeit 2016/2017
Bihlmaier übernahm am Staatstheater Kassel die musikalische Leitung der Premieren von Verdis Luisa Miller, Gounods Roméo et Juliette (mit Live-Übertragung auf Deutschlandfunk Kultur) sowie die Programmierung und Leitung mehrerer Sinfoniekonzerte. Zudem gab sie u. a. Konzerte mit dem Göttinger Symphonie Orchester, dem Philharmonischen Orchester der Hansestadt Lübeck, den Bremer Philharmonikern und dem Sinfonieorchester Wuppertal. Bihlmaier dirigierte erstmals das University of Gothenburg Symphony Orchestra (Schweden), das Turku Philharmonic Orchestra (Finnland) und das Odense Symphony Orchestra (Dänemark). Außerdem kehrte sie an die Staatsoper Hannover mit der Wiederaufnahme von Bizets Carmen zurück.

### Spielzeit 2015/2016
Im September 2015 leitete Bihlmaier in Hannover als 2. Kapellmeisterin die Eröffnungspremiere von Dvořáks Rusalka (Inszenierung Dietrich W. Hilsdorf). Im selben Jahr übernahm sie die Stellung der 1. Kapellmeisterin am Staatstheater Kassel und dirigierte u. a. im Juni 2016 die Premiere von Mozarts Die Entführung aus dem Serail (Regie: Adriana Altaras), Bellinis Norma sowie die Wiederaufnahmen von Tschaikowskys Eugen Onegin, Verdis Rigoletto und Puccinis La Bohème. Als Gastdirigentin arbeitete sie mit der Philharmonie Südwestfalen und mit der Nordwestdeutsche Philharmonie Herford.
Im März 2016 reiste Bihlmaier erstmals nach China und dirigierte dort das Zheijang Sinfonieorchester Hangzhou.
Im Juli 2016 sprang sie für den erkrankten schwedischen Dirigenten Patrik Ringborg ein und dirigierte mit großem Erfolg Mahlers Das Lied von der Erde.

### Spielzeit 2014/2015
Zu den Höhepunkten der Spielzeit 2014/2015 als 2. Kapellmeisterin an der Staatsoper Hannover zählten die Premiere von Massenets Werther (Mai 2015). Diese Inszenierung wurde später als „Beste Neuproduktion der Spielzeit 2014–2015“ mit dem Wanderpreis der Gesellschaft der Freunde des Opernhauses Hannover (GFO) ausgezeichnet. Im Januar 2015 leitete sie Mozarts Le Nozze di Figaro. Außerdem dirigierte sie Premieren von Tschaikowskys Dornröschen, Grétrys Zémire et Azor und Wiederaufnahmen von Tschaikowskys Eugen Onegin und Bizets Carmen.
Als Gastdirigentin arbeitete sie zudem mit der Nordwestdeutschen Philharmonie Herford, dem Sinfonieorchester Wuppertal und mit dem Niedersächsischen Jugendsinfonieorchester Hannover.

## Auszeichnungen & Stipendien
- 2003: 3. Preis beim Nationalen Klavierwettbewerb, Chemnitz
- 2003/2004: Stipendiatin der Chelius-Stiftung Freiburg
- 2005–2008: Stipendiatin des Dirigentenforum des Deutschen Musikrats
- 2006: 3. Preis beim Intern. Dirigierwettbewerb „Dimitri Mitropoulos“, Athen
- 2006: Stipendiatin der Brahmsgesellschaft Baden-Baden e. V.
- 2007: Stipendiatin der Richard Wagner Stiftung
- 2008: Einladung zum Finale des Donatella Flick Dirigentenwettbewerbs, London